# Province storiche della Slovenia

Le province tradizionali slovene

Le province della Slovenia (in sloveno: pokrajine) costituiscono una suddivisione territoriale di rilevanza storico-geografica e sono 7.

## Lista
| Mappa | Provincia                     | Capoluogo           | Regioni                                                                               |
| ----- | ----------------------------- | ------------------- | ------------------------------------------------------------------------------------- |
|       | Litorale (Primorska)          | Capodistria (Koper) | Montuose, Carsiche e Costiere                                                         |
|       | Alta Carniola (Gorenjska)     | Kranj               | Alta Carniola Slovenia Centrale (parte)                                               |
|       | Carniola interna (Notranjska) | Postumia            | Goriziano (parte) Carniola Interna-Carso Slovenia Centrale (parte)                    |
|       | Bassa Carniola (Dolenjska)    | Novo mesto          | Slovenia Sudorientale Slovenia Centrale (parte)                                       |
|       | Carinzia (Koroška)            | Ravne na Koroškem   | Carinzia (parte)                                                                      |
|       | Stiria (Štajerska)            | Maribor             | Carinzia (parte) Murania (parte) Oltredrava Oltresava Inferiore Sava Centrale Savinia |
|       | Oltremura (Prekmurje)         | Murska Sobota       | Murania (parte)                                                                       |

Alta Carniola, Carniola interna e Bassa Carniola costituiscono la provincia storica della Carniola, il cui capoluogo, Lubiana, si trova nel punto d'incontro tra queste tre province.
I confini delle province non sono netti, tanto che alcuni comuni possono essere inseriti indifferentemente in una regione o in un'altra a seconda di dove ci si trovi.